# Trevinano
Trevinano is een plaats (frazione) in de Italiaanse gemeente Acquapendente, provincie Viterbo, en telt ongeveer 142 inwoners.